# 肯讷尔巴赫
肯讷尔巴赫是奥地利福拉尔贝格州布雷根茨县的一个市镇。总面积3.2平方公里，总人口1950人，人口密度609.4人/平方公里（2005年）。